# Benediktinerinnenkloster Maumont

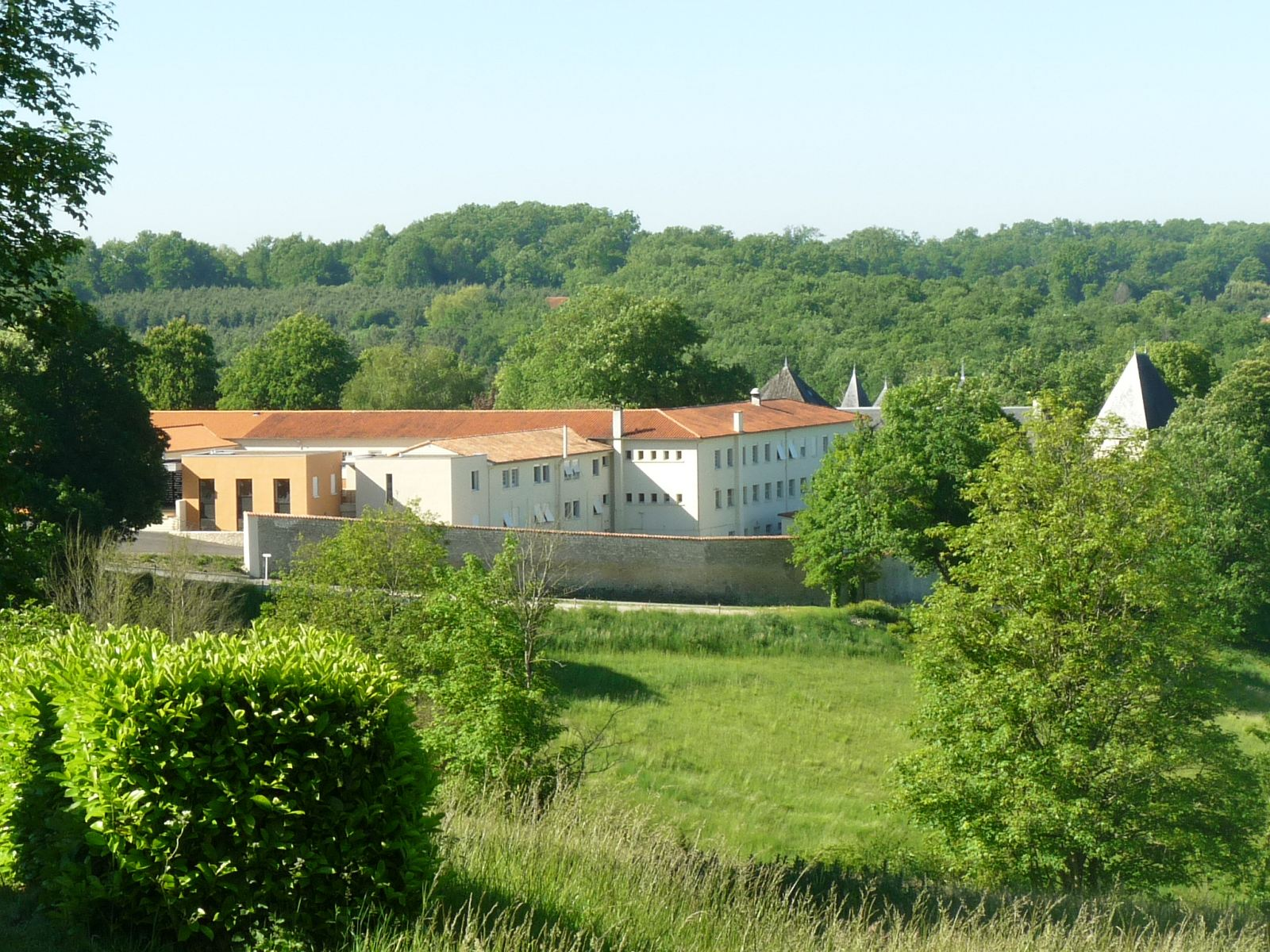
Abtei von Maumont

Das Benediktinerinnenkloster Maumont (auch: Abtei Juignac; franz. Abbaye Sainte-Marie de Maumon) ist seit 1957 eine Abtei der Benediktinerinnen in Juignac im Bistum Angoulême in Frankreich.

## Geschichte
Die Benediktinerin Gertrude Coulleau aus Saint-Jean-d’Angély war zum Zeitpunkt der Klösterauflösung durch die Französische Revolution (1792) Novizenmeisterin in der Abtei Saint-Maixent (in Saint-Maixent-l’École). Mit Mitteln, die ihr die Benediktiner der Abtei Saint-Jean d’Angély hinterlassen hatten, sammelte sie ab 1816 daselbst wieder einen Benediktinerinnenkonvent und gründete offiziell 1827 das Kloster Notre Dame des Anges, das von der Benediktinerinnenabtei Pradines unterstützt wurde. Als der Konvent in der städtischen Umgebung nicht mehr die nötige Ruhe fand, wechselte er 1959 in das Schloss Maumont bei Juignac (unweit von Montmoreau-Saint-Cybard) und baute die Abtei Sainte Marie de Maumont. 1963 wurde die Kirche eingeweiht. 1996 wurde in Guinea auf Wunsch von Erzbischof Robert Sarah von Conakry das Tochterkloster Sainte-Croix de Friguiagbé (nahe Kindia) gegründet.
Die derzeit 58 Nonnen zählende Abtei gehört zur Föderation des Unbefleckten Herzens Mariens. Die derzeitige Äbtissin ist Mutter Benoît Morisson.